# Gran Premio di Svizzera 1948
Il Gran Premio di Svizzera e d'Europa 1948 è stato un Gran Premio di automobilismo, seconda Grande prova della stagione 1948.
Si svolse il 4 luglio 1948 sul Circuito di Bremgarten. Su venti qualificati, nove completarono la gara; vinse Carlo Felice Trossi su Alfa Romeo 158. Nello stesso giorno si svolse anche il Premio di Berna, riservato alle Formula 2, vinto da Piero Taruffi su Cisitalia D46. Il fine settimana del Gran Premio venne funestato da tre incidenti mortali: persero la vita Omobono Tenni e Achille Varzi, nel corso delle prove, e Christian Kautz al secondo giro di gara.

## Qualifiche
Risultati delle qualifiche.
| Pos | Pilota                  | Scuderia            | Vettura       | Tempo    |
| --- | ----------------------- | ------------------- | ------------- | -------- |
| 1   | Jean-Pierre Wimille     | Alfa Corse          | Alfa Romeo    | 2'45"200 |
| 2   | Giuseppe Farina         | Privato             | Maserati      | 2'54"300 |
| 3   | Gigi Villoresi          | Scuderia Ambrosiana | Maserati      | 2'56"700 |
| 4   | Carlo Felice Trossi     | Alfa Corse          | Alfa Romeo    | 2'58"300 |
| 5   | Alberto Ascari          | Scuderia Ambrosiana | Maserati      | 3'00"700 |
| 6   | Consalvo Sanesi         | Alfa Corse          | Alfa Romeo    | 3'04"900 |
| 7   | Raymond Sommer          | Équipe Gordini      | Simca-Gordini |          |
| 8   | Louis Chiron            | Ecurie France       | Talbot-Lago   | 3'07"200 |
| 9   | Raymond Mays            | Privato             | ERA           | 3'08"200 |
| 10  | Charles Pozzi           | Ecurie Lutetia      | Talbot-Lago   |          |
| 11  | Christian Kautz         | Enrico Plate        | Maserati      |          |
| 12  | George Abecassis        | Privato             | Alta          | 3'11"000 |
| 13  | Emmanuel de Graffenried | Enrico Plate        | Maserati      |          |
| 14  | Louis Rosier            | Ecurie Rosier       | Talbot-Lago   |          |
| 15  | Clemente Biondetti      | Scuderia Inter      | Ferrari       |          |
| 16  | Prince Bira             | Enrico Plate        | Maserati      |          |
| 17  | Luigi Fagioli           | Scuderia Milano     | Maserati      |          |
| 18  | Igor Troubetskoy        | Scuderia Inter      | Ferrari       |          |
| 19  | Gianfranco Comotti      | Privato             | Talbot-Lago   |          |
| 20  | Yves Giraud-Cabantous   | Ecurie France       | Talbot-Lago   |          |

## Gara

### Risultati
Risultati finali della gara.
| Pos | Nr | Pilota                  | Scuderia            | Vettura           | Giri | Tempo/Ritiro |
| --- | -- | ----------------------- | ------------------- | ----------------- | ---- | ------------ |
| 1   | 26 | Carlo Felice Trossi     | Alfa Corse          | Alfa Romeo 158    | 40   |              |
| 2   | 30 | Jean-Pierre Wimille     | Alfa Corse          | Alfa Romeo 158    | 40   |              |
| 3   | 34 | Gigi Villoresi          | Scuderia Ambrosiana | Maserati 4CLT/48  | 40   |              |
| 4   | 56 | Consalvo Sanesi         | Alfa Corse          | Alfa Romeo 158    | 39   |              |
| 5   | 32 | Alberto Ascari          | Scuderia Ambrosiana | Maserati 4CLT/48  | 39   |              |
| 6   | 4  | Louis Chiron            | Ecurie France       | Talbot-Lago T26C  | 38   |              |
| 7   | 8  | Charles Pozzi           | Ecurie Lutetia      | Talbot-Lago T26SS | 37   |              |
| 8   | 54 | Yves Giraud-Cabantous   | Ecurie France       | Talbot-Lago T150C | 36   |              |
| 9   | 42 | Igor Troubetskoy        | Scuderia Inter      | Ferrari 166 SC    | 35   |              |
| Rit | 40 | Clemente Biondetti      | Scuderia Inter      | Ferrari 166 SC    | 31   | Meccanica    |
| Rit | 46 | Luigi Fagioli           | Scuderia Milano     | Maserati 4CL      | 28   | Motore       |
| Rit | 38 | Giuseppe Farina         | Privato             | Maserati 4CLT     | 28   | Motore       |
| Rit | 24 | Raymond Mays            | Privato             | ERA Tipo B        | 23   | Meccanica    |
| Rit | 52 | Prince Bira             | Enrico Plate        | Maserati 4CL      | 10   | Meccanica    |
| Rit | 18 | Louis Rosier            | Ecurie Rosier       | Talbot-Lago T26C  | 10   | Meccanica    |
| Rit | 48 | Emmanuel de Graffenried | Enrico Plate        | Maserati 4CL      | 10   | Incidente    |
| Rit | 36 | Gianfranco Comotti      | Privato             | Talbot-Lago T26C  | 7    | Meccanica    |
| Rit | 10 | Raymond Sommer          | Équipe Gordini      | Simca-Gordini T15 | 5    | Meccanica    |
| Rit | 20 | George Abecassis        | Privato             | Alta GP           | 4    | Incidente    |
| Rit | 50 | Christian Kautz         | Enrico Plate        | Maserati 4CL      | 2    | Incidente    |

Giro veloce:  Jean-Pierre Wimille (2'51"000).

## Altre gare

### Premio di Berna
Il Premio di Berna 1948 è stata una corsa automobilistica di velocità in circuito per Formula 2 disputata il 4 luglio 1948, nello stesso giorno del Gran Premio di Svizzera e sul medesimo sul Circuito di Bremgarten. Partirono 21 piloti di cui 11 conclusero la gara. Risultati finali della gara.
| Pos | Nr | Pilota              | Scuderia                    | Vettura           | Giri | Tempo/Ritiro |
| --- | -- | ------------------- | --------------------------- | ----------------- | ---- | ------------ |
| 1   | 34 | Piero Taruffi       | Scuderia Piero Dusio        | Cisitalia D46     | 20   |              |
| 2   | 32 | Hans Stuck          | Scuderia Piero Dusio        | Cisitalia D46     | 20   |              |
| 3   | 28 | Felice Bonetto      | Scuderia Piero Dusio        | Cisitalia D46     | 20   |              |
| 4   | 20 | Prince Bira         | Équipe Gordini              | Simca-Gordini T11 | 20   |              |
| 5   | 48 | Harry Schell        | Ecurie Lucy O'Reilly Schell | Cisitalia D46     | 19   |              |
| 6   | 20 | Francesco Nissotti  | Privato                     | Stanguellini      | 19   |              |
| 7   | 44 | Walter Wüst         | Privato                     | Cisitalia D46     | 19   |              |
| 8   | 38 | Claude Bernheim     | Ecurie Autosport            | Cisitalia D46     | 19   |              |
| 9   | 12 | Élie Bayol          | Robert Manzon               | Cisitalia D46     | 18   |              |
| 10  | 10 | Igor Troubetskoy    | Privato                     | Simca-Gordini T11 | 18   |              |
| 11  | 40 | Rudolf Fischer      | Privato                     | Simca-Gordini T11 | 17   |              |
| Rit | 24 | Lamberto Grolla     | Privato                     | Cisitalia D46     | 11   | Meccanica    |
| Rit | 50 | Humbert Joly        | Privato                     | Guerin            | 10   | Meccanica    |
| Rit | 6  | Raymond Sommer      | Équipe Gordini              | Simca-Gordini T11 | 8    | Meccanica    |
| Rit | 26 | Clemar Bucci        | Scuderia Milano             | Maserati          | 8    | Meccanica    |
| Rit | 22 | Carlo Pesci         | Privato                     | Cisitalia D46     | 5    | Meccanica    |
| Rit | 30 | Nino Farina         | Scuderia Piero Dusio        | Cisitalia D46     | 5    | Incidente    |
| Rit | 4  | Robert Manzon       | Équipe Gordini              | Simca-Gordini T11 | 4    | Incidente    |
| Rit | 8  | Maurice Trintignant | Équipe Gordini              | Simca-Gordini T11 | 4    | Incidente    |
| Rit | 14 | Robert              | Privato                     | Cisitalia D46     | 3    | Incidente    |
| Rit | 18 | Roger Loyer         | Ecurie Dého                 | Simca-Dého        | 1    | Meccanica    |